# Teymur Məmmədov

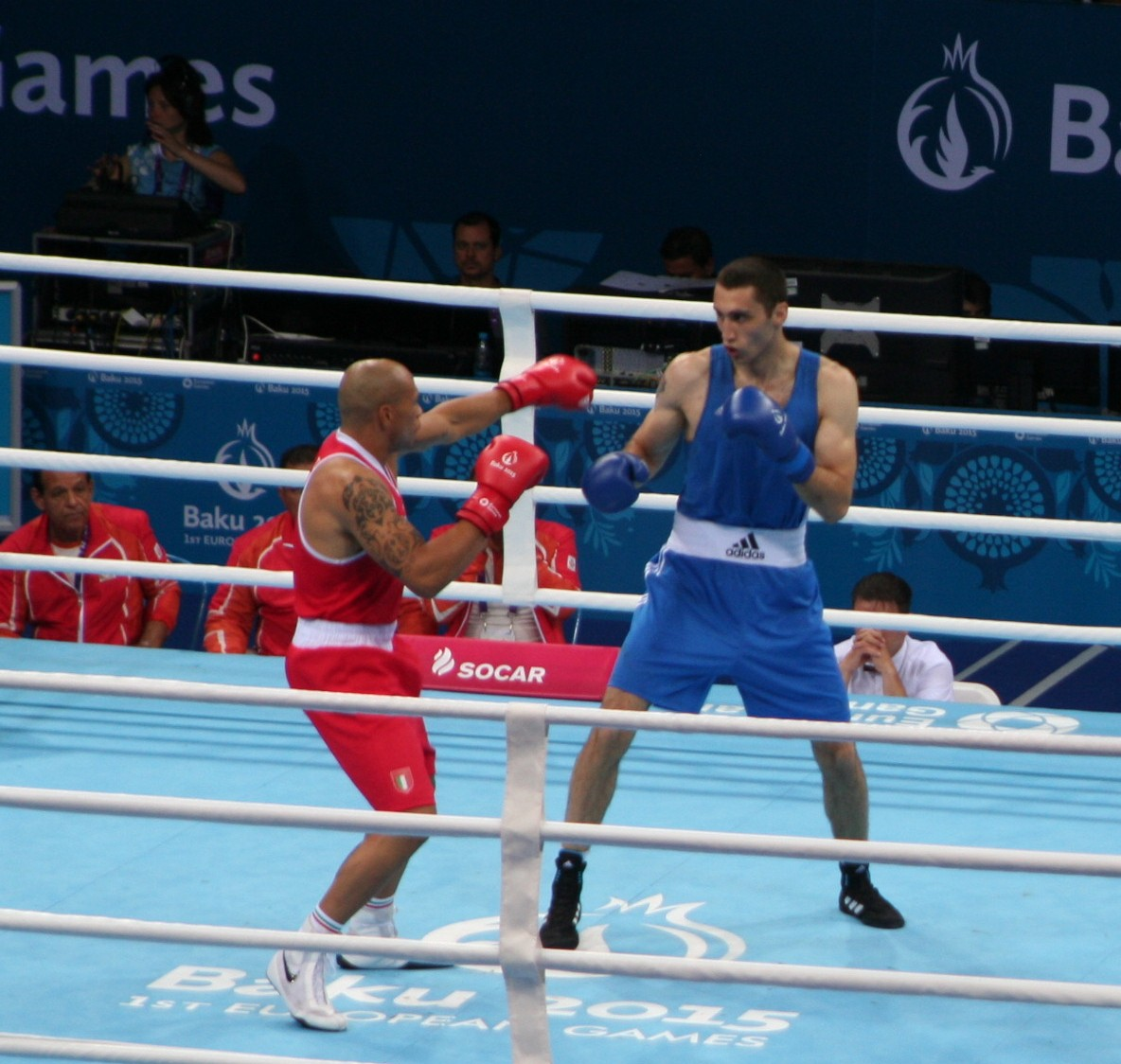
Teymur Məmmədov ve finále Evropských her 2015 s Italem Valentinem Manfredoniem

Teymur Məmmədov (* 11. ledna 1993 v Baku, Ázerbájdžán) je Ázerbájdžánský boxer, nastupující v těžké váze. Je bronzovým medailistou z olympijských her 2012 v Londýně.
Je vysoký 196 cm a je levák. V poloprofesionální lize World Series Boxing nastupuje za Ázerbájdžánské mužstvo Baku Fires.
Bývá v češtině někdy uváděn i jako Tejmur Mammadov. Na olympijských hrách 2016 v Riu byl vlajkonošem Ázerbájdžánu při úvodním ceremoniálu.

## Medaile z mezinárodních soutěží
- Olympijské hry - bronz 2012
- Mistrovství světa - stříbro 2011 a bronz 2013
- Mistrovství Evropy - zlato 2011 a stříbro 2013
- Evropské hry - zlato 2015 (polotěžká váha)